# International Auxiliary Language Association
International Auxiliary Language Association (Międzynarodowe Stowarzyszenie Języka Pomocniczego) – niedochodowa organizacja do „promowania studiów, dyskusji i intensywnej popularyzacji wszelkich kwestii związanych z ustanowieniem języka pomocniczego” założona w 1924 roku.

## Początki
Interlingua powstała w 1951 roku wraz z opublikowaniem słownika Interlingua-English Dictionary, którego redaktorem był Alexander Gode, i gramatyki przygotowanej przez A. Gode i Hugh E. Blaira. Wydarzenie to nie byłoby możliwe bez istnienia International Auxiliary Language Association (Międzynarodowego Stowarzyszenia Języka Pomocniczego) i bez finansowego wsparcia Alice V. Morris, esperantystki pochodzącej z zamożnej rodziny przemysłowców amerykańskich, a zarazem małżonki Dave’a Hennen Morrisa, ambasadora amerykańskiego w Brukseli.
Dr Frederick Gardner Cottrell z International Research Council zainteresował pp. Morris utworzeniem stałej organizacji, która kontynuowałaby studia nad językami międzynarodowymi rozpoczęte wcześniej przez inne ciała. Ruch na rzecz języka pomocniczego w stosunkach międzynarodowych został już wcześniej zainicjowany pracami Committee on International Auxiliary Language założonego przez International Research Council w trakcie jego konferencji w Brukseli w 1919 roku.
Do przedyskutowania tego problemu komitet zaprosił osoby, które dysponowały niezbędnym doświadczeniem w problemach międzynarodowej komunikacji językowej. W rezultacie prac komitetu, American Association for the Advancement of Science, British Association for the Advancement of Science, i odpowiadające im stowarzyszenia francuskie i włoskie, razem z American Council on Education, American Council of Learned Societies i innymi grupami specjalistów, założyły International Auxiliary Language Association (IALA).
W 1924 roku IALA została prawnie ukonstytuowana jako niedochodowa organizacja do „promowania studiów, dyskusji i intensywnej popularyzacji wszelkich kwestii związanych z ustanowieniem języka pomocniczego, z badaniami i eksperymentami zdolnymi do posunięcia sprawy ustanowienia takiego języka w sposób inteligentny i na trwałych podstawach”, (Outline of Program, 1924).
Zarys Programu stwierdzał, że język finalny powinien być rekomendowany do „ostatecznego przyjęcia przez rządy całego świata” i wskazywał zarazem, że tego rodzaju język jeszcze nie istnieje. Następny akapit definiował cel: „Ustanowić język syntetyczny, który ma być nauczany we wszystkich systemach edukacyjnych na całym świecie, jako wspólne medium wymiany myśli i rozpowszechniania wiedzy między ludźmi, którzy mają odmienne języki ojczyste”. IALA natychmiast rozpoczęła program badań w Europie i Ameryce.
IALA otrzymała pomoc finansową z wielu źródeł, m.in. Carnegie Corporation, Rockefeller Foundation i Research Foundation, ale najważniejszego wsparcia udzielili p. Morris i jej rodzina. Wsparcie to zakończyło się z chwilą śmierci p. Morris w 1950 roku.

## Studia IALA nad językami narodowymi i międzynarodowymi
W pierwszych latach istnienia IALA badała problem języka międzynarodowego. Sporządzono listę prac, które zawierały dyskusje na temat języków międzynarodowych, i zgromadzono bibliotekę książek odnoszących się do tego problemu. W tym samym czasie ustanowiono kontakty z rozmaitymi grupami i organizacjami, które wspierały języki pomocnicze. IALA akcentowała od początku, że celem stowarzyszenia nie jest utworzenie nowego języka pomocniczego, lecz opracowanie naukowych podstaw dla porównania istniejących projektów. Dlatego rozpoczęto badania porównawcze esperanto Zamenhofa (1887), latina sine flexione Peano (1903), ido Couturata i Leau (1907), esperanto II René de Saussure’a (1910), occidental de Wahla (1922), i novial Jespersena (1928]).
Wykorzystano także studia porównawcze najważniejszych języków etnicznych (angielski, francuski, niemiecki, włoski, rosyjski i hiszpański), z których języki pomocnicze czerpały swój materiał. W pierwszych stadiach celem IALA było dojście do kompromisu między wspomnianymi językami sztucznymi. Ponieważ Zamenhof i Couturat już nie żyli, Edmond Privat był adwokatem esperanto, a Sigfried Auerbach – ido. Między 1925 i 1930 rokiem zorganizowano szereg spotkań autorów i promotorów poszczególnych języków, w Paryżu, Bex, Genewie i Montreux, w trakcie których uzgadniano wzajemne ustępstwa i akceptowano zmiany w swoich językach.
Studium to było bardziej pogłębione niż studium Delegacji ds. Przyjęcia Międzynarodowego Języka Pomocniczego z 1907 roku, jednak wysiłki na rzecz kompromisu między badanymi językami okazały się ostatecznie bezowocne. Zrezygnowano więc z niego i każdy język podążył swoją pierwotną drogą.
Na II Międzynarodowym Kongresie Lingwistów w Genewie w 1931 roku IALA zdołała po raz pierwszy zgromadzić zawodowych lingwistów i ekspertów w dziedzinie języków pomocniczych. Otto Jespersen zwołał konferencję, która udzieliła aprobaty programowi badań IALA, zaś 27 wybitnych lingwistów niebędących członkami IALA podpisało dokument wspierający. Ośmiu innych dołączyło na III Kongresie Lingwistów w Rzymie w 1933 roku.

## Pogłębione badania językowe
W międzyczasie IALA prowadziła studia w Ameryce Północnej. Profesor Herbert N. Shenton z uniwersytetu w Syracuse, przeprowadził szerokie badania nad trudnościami językowymi pojawiającymi się na międzynarodowych konferencjach, publikując swój raport w 1933 roku. W tym samym roku pojawił się też raport dr. Edwarda L. Thorndike'a, który wykonał szereg eksperymentów dotyczących względnej łatwości uczenia się języków sztucznych i naturalnych.
Helen S. Eaton, członek ekipy IALA, wykonała badania mające stwierdzić, czy język międzynarodowy, w tym wypadku esperanto, mógłby być wykorzystany w uproszczonym kursie lingwistyki porównawczej, aby zorientować studentów w nauce języków. Swój raport opublikowała w 1938roku, zaś w 1940 roku listę częstości semantycznych.
W 1935 roku IALA odbyła spotkanie w ambasadzie amerykańskiej w Brukseli (gdzie D. H. Morris był ambasadorem amerykańskim), aby przedstawić pierwsze kroki w kierunku tzw. planu uzyskania zgody w sprawie światowego języka pomocniczego (Plan for Obtaining Agreement upon an Auxiliary World Language).
Później IALA zaplanowała spotkanie związane z kwestią światowego języka pomocniczego. Ustanowiono Committee for Agreement, którego pierwsze spotkanie odbyło się w ambasadzie amerykańskiej w Brukseli, w styczniu 1936 r. Profesor William E. Collinson z Uniwersytetu Liverpoolskiego, który od pierwszych lat był związany z IALA, przygotował już wcześniej wstępne studia. Członkami komitetu była znacząca liczba uznanych językoznawców: 24 lingwistów z 19 uniwersytetów znajduje się na liście w publikacji Some Criteria for an International Language and Commentary (Niektóre kryteria języka międzynarodowego i komentarze) z 1937 roku. Komitet kontynuował swoje badania w Europie aż do rozpoczęcia wojny w 1939 roku, które uniemożliwiło jego spotkania.
W ciągu 1936 roku na Uniwersytecie Liverpoolskim został skompletowany międzynarodowy zespół naukowców z dziedziny lingwistyki porównawczej, z prof. Collinsonem jako dyrektorem i E. Clarkiem Stillmanem jako zastępcą. Fundacja Rockefellera udzieliła tej uczelni dotacji na wstępne prace. Research Corporation przydzielała roczną subwencję na „badania promujące realizację języka neutralnego i apolitycznego”, zaś w Liverpoolu trwały już prace nad zgromadzeniem danych lingwistycznych i wyekstrahowaniem z nich międzynarodowego materiału leksykalnego.
Chociaż IALA pierwotnie nie zamierzała konstruować swojego własnego języka pomocniczego, zaczęła zmieniać swoje stanowisko po 1934 roku, gdy użyteczność języków, które badali jej członkowie, stawała się coraz bardziej wątpliwa. Specjalnej wagi nabrały argumenty, czy należy preferować język naturalistyczny (jak occidental), czy też język schematyczny (jak esperanto lub ido). Przeprowadzono spotkania w Genewie w 1935 i Kopenhadze w 1937 roku, gdzie ku zaskoczeniu świata interlingwistycznego esperanto zostało ostatecznie odrzucone.
Już w 1937 roku badania IALA doprowadziły do konkluzji, że aby wypracować język naukowo i bezstronnie, należy go wyekstrahować z języków naturalnych. Stwierdzono, że tysiące słów mają już międzynarodowy charakter i wyciągnięto stąd wniosek, że należy wykorzystać te wyrazy, nie deformując ich zgodnie z tradycją języków schematycznych. IALA zdecydowała się zatem utworzyć swój własny język, korzystając z dalszego wsparcia finansowego p. Morris.
Początek wojny w 1939 roku wymusił rozproszenie wielonarodowego personelu, gdyż rządy wielu krajów wykorzystywały kwalifikacje lingwistów w działaniach wojennych. W takiej sytuacji dane lingwistyczne i bibliotekę zgromadzone już na Uniwersytecie Liverpoolskim przeniesiono do Nowego Jorku, gdzie E. Clark Stillman zorganizował nowy, wielonarodowy zespół lingwistyczny, którym kierował aż do chwili przejścia na służbę rządu amerykańskiego w 1943 roku.
Kierowanie badaniami IALA wziął wówczas na siebie dr Aleksander Gode, wieńcząc swoją pracę opublikowaniem w 1945 roku raportu, który przedstawiał bazę teoretyczną wynikającą z badań IALA: ustalone reguły doboru wyrazów, ich standaryzację według prototypów etymologicznych i generalne cechy proponowanej gramatyki.
W końcowej części raportu IALA przedstawiła swój język w formie trzech modeli, pierwotnego modelu naturalistycznego, modelu E, podobnego do occidentalu, i modelu K, podobnego do ido. Nie zdecydowano jeszcze, który z modeli należy przyjąć.

## Ankieta
W 1946 roku prof. André Martinet z paryskiej Sorbony został dyrektorem ekipy badawczej IALA w Nowym Jorku. Aby zaznajomić się z opinią publiczną dotyczącą proponowanego nowego języka, IALA przeprowadziła w rozmaitych krajach ankiety i ostatecznie przygotowała obszerny kwestionariusz zawierający 127 pytań w języku angielskim i francuskim i rozesłała go do ekspertów w różnych krajach, aby uzyskać ich komentarze na temat wariantów zaproponowanych w raporcie generalnym z 1945 roku.
Odpowiedzi z kwestionariusza nie były traktowane jako głosy. Zespół IALA chciał jedynie starannie je rozpatrzyć, aby dojść do konkluzji w odniesieniu do informacji, które one zawierały. Po raz pierwszy nadano proponowanemu językowi nazwę interlingua.
W 1947 roku IALA wypracowała czwarty wariant, tworząc modele C, K, M i P, charakteryzowane przez ich stopień bliskości do schematyzmu lub naturalizmu. C i K były wariantami schematycznymi, a M i P wariantami naturalistycznymi.
Te cztery warianty zostały rozesłane do 3000 osób w rozmaitych krajach i zostały wykorzystane jako baza dla sondażu opinii. Do wariantów zostało dołączone wyjaśnienie z licznymi argumentami uzasadniającymi każdy wariant.
Rezultaty sondażu wykazały zdecydowane odrzucenie wariantu K, wariantu skrajnie schematycznego – ujawniła się ostateczna preferencja dla wariantów P i M, czyli modeli naturalistycznych.
Wariant C, model mniej schematyczny niż K, miał mniej zwolenników niż P i M, modele naturalistyczne. Osoby mówiące językami anglosaskimi i nieromańskimi generalnie wolały wariant P, wypracowany głównie przez Godego. Francuzi woleli wariant M, model preferowany przez prof. Martineta, oraz C, który był bliższy M niż P. Rozwiązanie wydawało się być kompromisem między P Godego, M Martineta i wariantem C, zostawiając poza rozważaniami wariant K, formę preferowaną przez panią Morris, esperantystkę.

## Opublikowanie interlingwy
Gode i Martinet podtrzymywali odmienne opinie – Martinet wątpił także, czy IALA będzie w stanie oddać swój projekt do praktycznego użytkowania. W konsekwencji, w 1948 r. prof. Martinet zwolnił się z kierowania IALA, a zastąpił go dr Gode, który opracował ze swoją ekipą finalną postać języka, zawierającą najlepsze charakterystyki wariantów P i M.
Do skompletowania szczegółów potrzebne były trzy kolejne lata. W 1950 roku zmarła Alice V. Morris, czego skutkiem było zakończenie jej wsparcia finansowego. Zasoby na koncie wystarczyły jednak, aby w 1951 roku opublikować Interlingua-English Dictionary, z 27 tys. wyrazów (pierwotnie zamierzenie obejmowało jedynie 10 tys.) i kompletną gramatykę interlingwy – Interlingua Grammar.
W ten sposób zakończyło się najbardziej drobiazgowe studium – rezultat 27 lat pracy ekip lingwistów – zmierzające do utworzenia języka międzynarodowego, o szacunkowym koszcie 3 mln ówczesnych franków szwajcarskich (równoważnych dzisiaj wielokrotnie większej sumie). IALA został rozwiązana formalnie w[1953 roku i zastąpiona przez Division de Interlingua de Science Service.